# Oxytate bhutanica
Oxytate bhutanica är en spindelart som beskrevs av Ono 200. Oxytate bhutanica ingår i släktet Oxytate och familjen krabbspindlar.
Artens utbredningsområde är Bhutan. Inga underarter finns listade i Catalogue of Life.